# Лидия Денкова
Лидия Димитрова Денкова е български философ, културолог, преводач на философски текстове и университетски преподавател.

## Биография
Завършва класическа филология и психология в Софийския държавен университет през 1979 г. Получава докторска степен през 1988 г. с дисертация на тема „Псевдо-Дионисий Ареопагит и средновековната българска философска култура“, става ст.н.с. в БАН (1997), доцент (2002) и професор (2013) в Нов български университет, където преподава сравнително религиознание, етика и естетика. Автор е на множество изследвания с историческа и философска насоченост, но работи и публикува също и по теми от съвременната културна проблематика. Член на няколко международни научни общества и редколегии. Издадени са нейни преводи на книги от френски, латински, руски и старогръцки език.
Лектор в СУ „Св. Климент Охридски“ (1993-1994, 1996), Марн-ла-Вале (Франция, 2000), Шербрук (Канада, 2003).
Член на Съюза на учените в България (секция „Философия“) (от 1997), член на S.I.E.P.M. (Société Internationale pour l'Étude de la Philosophie Médiévale) (от 1997), член на редакционния съвет на сп. „Език и литература“ (от 1998), член на Българското общество за изучаване на XVIII век (от 1998), представител на Центъра за проучвания на катаризма и средновековната култура (CNEC), Франция, член на редколегията на сп. HERESIS (от 1998).

## Публикации

### Книги
- 1996 – Помнещият символ. Философски етюди върху старата българска литература. София: ДИОС (ISBN 954-8405-14-8)
- 2001 – Философските тайни на Хари Потър. Опит върху философията на приказното. София: ЛИК (ISBN 954-607-480-2)
- 2003 – Етика. Hачален курс. София: Нов български университет (ISBN 978-954-535-279-7)
- 2010 – Nova stultitiae laus, или Нова възхвала на глупостта. София: Сиела (ISBN 978-954-28-0734-6)
- 2013 – Елена и философите. Ескизи към една философия на нежността – I. София: НБУ (ISBN 978-954-535-747-3)
- 2017 – На път към деня. София: НБУ (ISBN 978-954-535-982-8)
- 2022 - Философските тайни на Хари Потър. Опит върху философията на приказното. Второ, допълнено издание, 173 с. (ISBN 978-619-188-884-9)

### Съставителство и редакция
- 1995 – Толерантността“. София: Просвета (ISBN 954-01-0718-0)
- 1999, 2007 – Философският Ерос. Големите текстове на платоническата любов. София: Рива(ISBN 978-954-320-109-9)
- 2001 – Genèse de la tolérance – de Platon à Benjamin Constant. Anthologie de textes. Choix et présentation par Lidia Denkova. Collection Les classiques de la tolérance. UNESCO.
- 2002 – Философия на толерантността. Антология от античността до края на XX век. Подбор на текстовете с Емил Григоров и Александър Лозев. София: НБУ. [1]
- 2010-2024 – Университетска философска поредица „Какво значи това?“. София: НБУ
- 2013 – Дени Дидро. Философът в търсене на истината. Сиела-Institut Francais Bulgarie (ISBN 987-954-28-1377-4)
- 2015 – Ив-Мари Андре. За красивото в музиката (превод, уводни думи, съставителство). София: НБУ. ISBN 978-954-535-862-3
- 2015 – Лайбниц, Монадология. Съставителство, уводни думи, превод от френски и латински. Изток-Запад, Извори, 2015, ISBN 978-619-152-705-2.
- 2017 - За нормата, шестото чувство и "незнайно-какво". Естетически есета върху Вкуса. НБУ, Университетска философска поредица "Какво значи това?". ISBN 978-954-535-996-5
- 2019 - Бенжамен Констан. Право на истина и свобода във всичко. Съставителство, предговор и превод от френски език. София: НБУ. ISBN 978-619-233-020-0.
- 2024 - Дишай. От Доброволното робство до Неподчинението и Свободата. Съставителство, предговор, превод от френски. София, Издателство "Захарий Стоянов". ISBN 978-954-09-1798-6.

### Преводи
- 1987 – Г.Г. Майоров. Формиране на средновековната философия (латинска патристика). С., Наука и изкуство, 430 с.
- 1993 – Николай Кузански. За ученото незнание. София: Наука и изкуство (ISBN 954-02-0070-9)
- 1994 – Мирча Елиаде. Митът за вечното завръщане. Архетипи и повторение. София: ИК „Христо Ботев“ (ISBN 954-445-214-1).
- 1994 – Лев Толстой. Що е изкуство?. София: Университетско издателство „Св. Климент Охридски“ (ISBN 954-07-0323-9)
- 1997 – Ролан Барт. Фрагменти на любовния дискурс. София: ИК „Христо Ботев“. Второ издание: София: Изток-Запад, 2005 (ISBN 954-321-106-X). Трето допълнено издание: Издателство на НБУ, 2013, 382 с. (ISBN 978-954-535-715-2)
- 1999 – Псевдо-Дионисий Ареопагит. За божествените имена. София: Гал-Ико (ISBN 954-8010-88-7)
- 2004 – Жан-Пиер Вернан. Индивидът, смъртта, любовта. Аз и другият в древна Гърция (IV, VII, VIII). София: НБУ-Планета3.
- 2005 – Жил Липовецки, Себастиен Шарл. Хипермодерните времена. София: Изток-Запад.
- 2006 – Жан-Кле Мартен. 100 думи за 100 философи. От Хераклит до Дерида. София: Рива (ISBN 954-320-073-4).
- 2010 – Себастиен Шарл. Какви ще бъдат философите на утрешния ден?. София: ИК „Изток-Запад“, С., 2010[2]
- 2011 – Пол Валери. Реч за естетиката и други есета. Университетска философска поредица „Какво значи това?“. София:НБУ (ISBN 978-954-535-686-5).
- 2012 – Ролан Барт. Удоволствието от текста. Университетска философска поредица „Какво значи това?“. София: НБУ (ISBN 2-02-001964-7).
- 2014 – Жан Херш. Философското удивление. Една история на философията. Университетска философска поредица „Какво значи това?“. София: НБУ (ISBN 978-954-5358203).
- 2016 – Жан-Пиер Вернан. Мит и религия в древна Гърция. Университетска философска поредица "Какво значи това?". София, НБУ (ISBN 978-954-535-908-8)
- 2017 – Етиен дьо ла Боеси. Реч за доброволното робство. С., Изток-Запад, библиотека Извори. (ISBN 978-619-01-0100-0).
- 2018 – Жан Херш. Вечното раждане на времето и други есета. С., Semantica. ISBN 978-619-7331-02-8.
- 2022 - Ален. Разговори за щастието. Увод и превод от френски. Университетска философска поредица "Какво значи това?"  #13, 229 с. София: НБУ (ISBN 978-619-233-235-8).